# Dragons Rhöndorf
Die Dragons Rhöndorf sind die Basketballabteilung des Dragons Rhöndorf 1912 aus dem Bad Honnefer Stadtteil Rhöndorf. Die erste Herrenmannschaft des Vereins spielt in der dritthöchsten deutschen Spielklasse ProB.
Zwischen 1995 und 1999 spielte der Verein in der Basketball-Bundesliga (BBL) und wurde 1998 DBB-Vizepokalsieger. In den Jahren 1995 und 2001 wurden die Dragons Meister der 2. Basketball-Bundesliga und 2010 sowie 2024 Meister der ProB.
Die erste Damenmannschaft spielt als „Talents BonnRhöndorf“ (Kooperation mit Basketballgemeinschaft Bonn 92) in der 2. Damen-Basketball-Bundesliga (2. DBBL).

## Geschichte

### Durchmarsch von der Oberliga in die 2. Bundesliga (1990 bis 1993)
In der Oberliga-Saison 1990/91 wurden die Mannschaft unter ihrem damaligen Vereinsnamen Rhöndorfer TV Vizemeister, womit der Aufstieg in die 2. Regionalliga verbunden war.
In der ersten Saison in der 2. Regionalliga 1991/92 gelang auf Anhieb der Durchmarsch und der Aufstieg in die 1. Regionalliga.
Als Aufsteiger wurde Rhöndorf in der 1. Regionalliga 1992/93 Vizemeister und stieg in die 2. Basketball-Bundesliga auf, womit die Mannschaft im Profibasketball angekommen war.

### Zweitliga-Meisterschaft, DBB-Vizepokalsieger und Europapokal-Achtelfinale (1993 bis 1999)

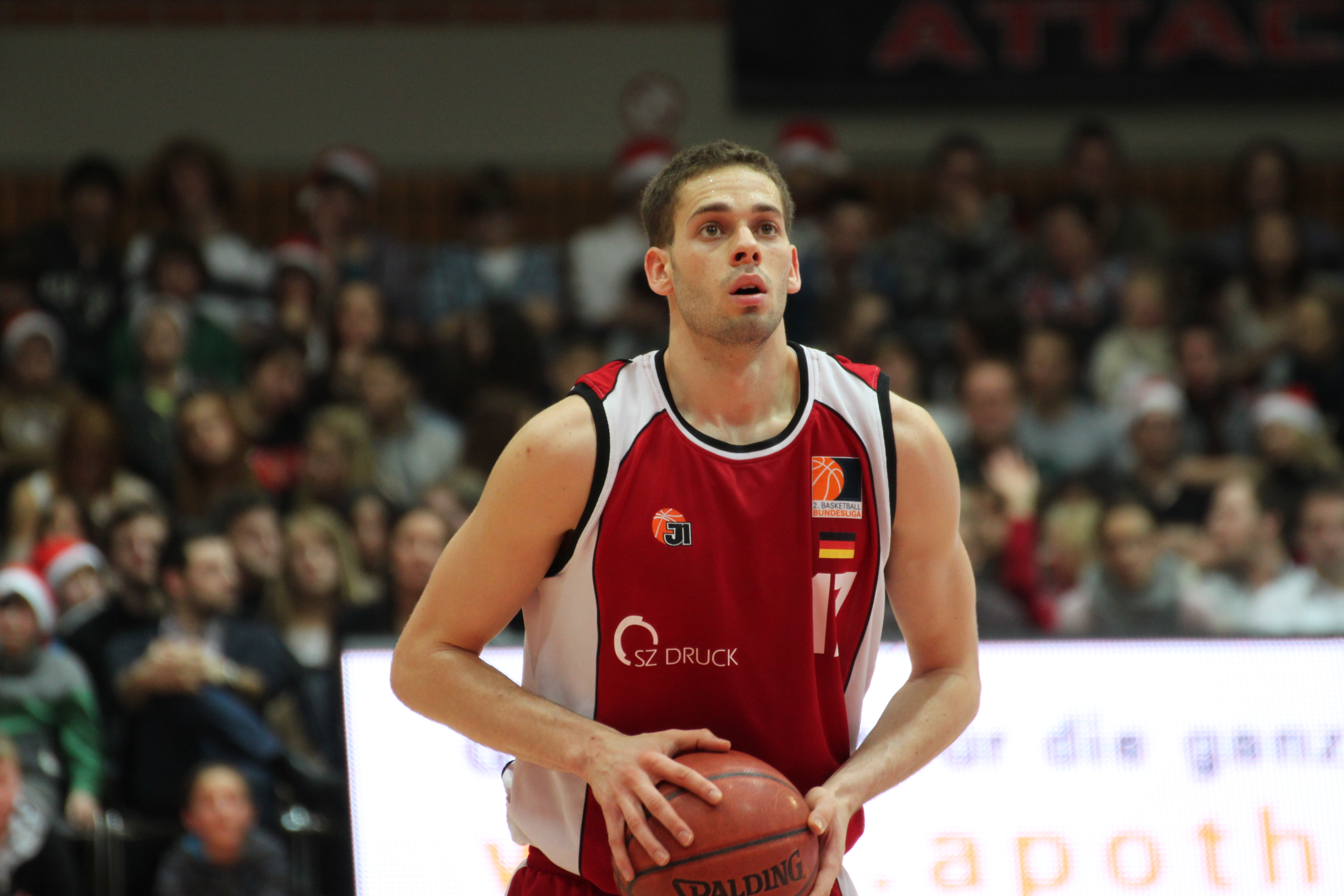
Jonas Wohlfarth-Bottermann im Rhöndorfer Trikot

Nachdem die Rhöndorfer die Zweitliga-Saison 1993/94 als Vizemeister abgeschlossen hatten, wurden sie in der Saison 1994/95 Meister der 2. Bundesliga und stiegen somit in die Basketball-Bundesliga (BBL) auf.
Nach einem 11. Platz in der Bundesligasaison 1995/96 beendeten die Rhöndorfer die Hauptrunde der Saison 1996/97 auf dem zweiten Tabellenplatz und erreichten dadurch das Play-off-Viertelfinale, das sie gegen die Telekom Baskets Bonn verloren.
In der Bundesligasaison 1997/98 standen die Dragons nach einer Umbenennung als TV Tatami Rhöndorf nach der Hauptrunde auf dem fünften Platz und schieden im Viertelfinale gegen TVG Trier aus.
Am 12. April 1997 wurden sie DBB-Vizepokalsieger nach einer 88:97-Niederlage im Pokalfinale gegen TVG Trier.
Erstmalig in der Vereinsgeschichte nahmen die Bad Honnefer Basketballer in der Saison 1997/98 am FIBA EuroCup teil. Nach einem 4. Platz in der Gruppe E der Vorrunde und Siegen in den zwei Sechzehntelfinal-Spielen gegen den belgischen Verein Spirou B.C., schied der TV Tatami Rhöndorf im Achtelfinale gegen den russischen Verein Awtodor Saratow aus.
In der Bundesligasaison 1998/99 erreichten die Rhöndorfer nach einem dritten Platz in der Hauptrunde das Play-off-Halbfinale, das sie gegen die Telekom Baskets Bonn verloren. Nach der Saison zogen sich die Rhöndorfer freiwillig in die 2. Bundesliga zurück, um fortan die Talentförderung wieder in den Mittelpunkt zu rücken, und verkauften die Erstliga-Lizenz an die Skyliners Frankfurt.
Hintergrund war allerdings auch, dass der damalige Manager und ehemalige Spieler des TV Tatami Rhöndorf Gunnar Wöbke und der größte Geldgeber Franz-Ludwig Solzbacher Spielstätte und Medienumfeld in Bad Honnef für zu klein hielten, um eine europäische Spitzenmannschaft aufzubauen und die Großstadt Frankfurt dafür geeigneter erschien. Die Rhöndorfer Erstliga-Lizenz für den Spielbetrieb der Skyliners erhielt die Skyliners GmbH, die von Gunnar Wöbke zusammen mit dem Bad Honnefer Geschäftsmann Franz-Ludwig Solzbacher und dem Kronberger Unternehmer Thomas Kunz gegründet wurde.
Solzbacher blieb danach allerdings zusätzlich zu seinem Engagement in Frankfurt Mäzen des TV Rhöndorf, der mit einer gekauften Zweitligalizenz ab der Saison 1999/2000 wieder in der 2. Bundesliga antrat.

### Zweite Zweitliga-Meisterschaft und DBB-Pokal-Halbfinale (1999 bis 2008)
Nach einem zweiten Platz in der Hauptrunde der Zweitligasaison 1999/2000 verpasste die Mannschaft mit einem dritten Platz in der Aufstiegsrunde knapp den Aufstieg. Im DBB-Pokal erreichte der Zweitligist nach Siegen gegen die Erstligisten Brandt Hagen (82:54), SSV Ratiopharm Ulm (80:74) und TSV Bayer 04 Leverkusen (86:85) das Halbfinale.
In der Saison 2000/01 wurden die nun als SER Dragons Rhöndorf antretenden Bad Honnefer Basketballer zum zweiten Mal Meister der 2. Bundesliga. Der Verein verzichtete allerdings auf den Aufstieg in die 1. Bundesliga und gab die Erstligalizenz an RheinEnergy Cologne weiter.
In den Folgejahren spielte der Verein als SOBA Dragons Rhöndorf weiterhin in der 2. Bundesliga und schloss dabei fast alle Spielzeiten mit einem Platz im oberen Drittel der Tabelle ab. Zur Saison 2007/08 qualifizierten sich die Dragons für die neu eingeführte eingleisige 2.Bundesliga ProA, in der sie den vierten Platz erreichten.

### Neuanfang in der ProB und ProB-Meisterschaft (2008 bis 2017)

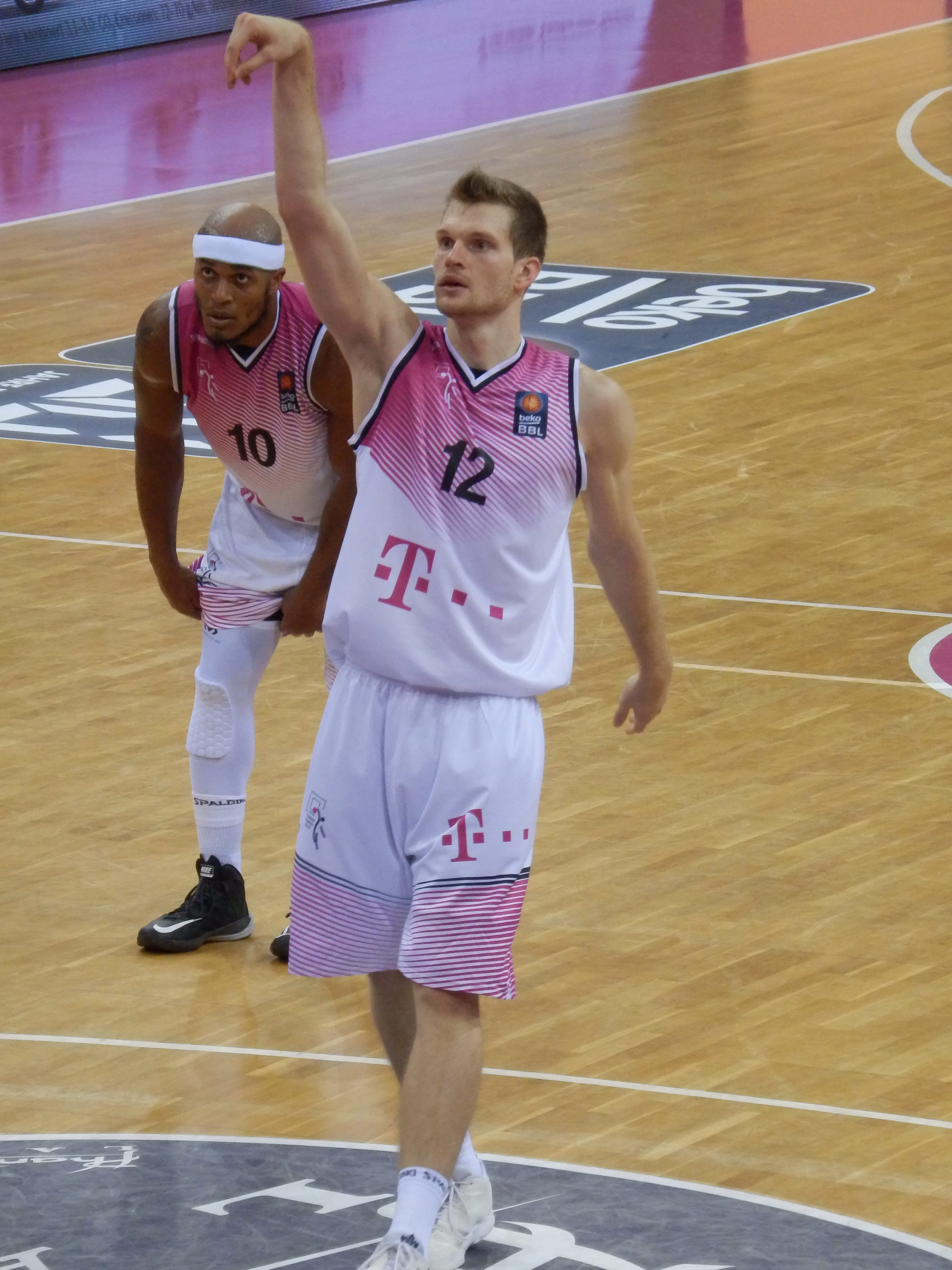
Florian Koch stand von 2011 bis 2013 im Rhöndorfer Aufgebot

Zur Saison 2008/09 zogen sich die Dragons freiwillig in die drittklassige ProB zurück, um sich dort wieder verstärkt der Ausbildung junger Talente im Rahmen ihrer Nachwuchsarbeit zu widmen. Nachdem sie dort die erste Saison auf dem vierten Platz beendet hatten, wurden sie in der Saison 2009/10 Meister der ProB und stiegen somit in die 2. Bundesliga ProA auf. Dazu wurde Eric Detlev als Trainer des Jahres der ProB ausgezeichnet.
Während der Saison 2009/10 gaben die Dragons bekannt, dass der langjährige Sponsor und Mäzen Franz Ludwig Solzbacher mit Ende der Saison sein Engagement einstellen wird. Somit trat man in der Saison 2010/11 ohne den Namenszusatz SOBA an. Ebenfalls wurde eine neue GmbH gegründet. Die Dragons Rhöndorf Marketing GmbH übernahm mit Ende der Saison 2009/10 die Lizenz und wurde neuer Träger des Spielbetriebs. Der Geschäftsführer der neuen GmbH wurde Manager Michael Wichterich.
In der Zweitligasaison 2010/11 war bereits einen Spieltag vor Saisonende klar, dass die Dragons den sportlichen Klassenerhalt verpassen würden. Nach einer 75:79-Niederlage gegen die Würzburg Baskets nach doppelter Verlängerung stand der sportliche Abstieg fest. Obwohl der Abstieg durch die Lizenzentzüge gegen den USC Freiburg und die GiroLive-Ballers Osnabrück eigentlich hinfällig geworden war, verzichteten die Dragons wegen finanzieller Aspekte erneut freiwillig auf eine weitere Teilnahme an der ProA und spielten ab der Saison 2011/12 wieder in der drittklassigen ProB.
Dort konnte sich die stark verjüngte Mannschaft im Laufe der Saison 2011/12 etablieren und erreichte zum Ende der Hauptrunden den fünften Platz. In den Play-offs unterlagen die Rhöndorfer der SG Braunschweig in zwei Spielen und schieden damit im Achtelfinale aus. Kurz danach folgte die Trennung von Trainer Eric Detlev nach über zehn Jahren Tätigkeit in Rhöndorf.
Mit Boris Kaminski wurde im April 2012 ein neuer Cheftrainer und sportlicher Leiter vorgestellt. Die erste Saison unter Kaminski beendeten die Rhöndorfer mit 19 Siegen und drei Niederlagen auf dem ersten Tabellenplatz der Süd-Staffel. In der ersten Runde der Play-offs trafen die Dragons anschließend auf die BSW Sixers aus Sandersdorf und schieden auch aufgrund von Verletzungssorgen in der ersten Runde aus. Zur Saison 2013/14 kehrte mit Fabian Thülig ein ehemaliger Publikumsliebling zurück an den Drachenfels, nachdem er zuvor seinen Vertrag bei den Telekom Baskets Bonn aufgelöst hatte. Die Mannschaft erreichte auch 2014 die Play-offs mit zwölf Siegen und zehn Niederlagen in der Hauptrunde. Gegner im Achtelfinale war der ehemalige Bundesligist Schwelmer Baskets. Gegen Schwelm schieden die Rhöndorfer mit 1:2 erneut in der ersten Runde aus. Bereits kurz nach dem Ausscheiden aus den Play-offs gaben die Dragons die Vertragsverlängerung mit Kaminski bekannt. Er erhielt einen neuen Vertrag bis Sommer 2016.
Zur Saison 2014/15 kehrte mit Savo Milovic ein ehemaliger Rhöndorfer Jugendspieler zurück. Ebenso wurden die Talente Kostja Mushidi, Alexander Angerer und Alexander Möller in den ProB-Kader der Rhöndorfer berufen. Die Mannschaft setzte sich im Spitzenfeld der ProB-Süd und beendete die Hauptrunde auf dem dritten Tabellenrang. In den Play-offs traf die Mannschaft von Boris Kaminski im Achtelfinale auf die Uni-Riesen Leipzig, gegen welche die Dragons mit 1:2 ausschieden und somit zum vierten Mal in Folge die erste Runde der Play-offs nicht überstanden.
Mit Ablauf der Saison 2014/15 wurde bekannt, dass die beiden sportlich qualifizierten Vereine SC Rist Wedel und des Oldenburger TB von ihrem Aufstiegsrecht keinen Gebrauch machen würden. Nachdem auch die Uni-Riesen Leipzig auf den Aufstieg verzichteten, ging die Lizenz an die Dragons Rhöndorf, die am 12. Mai 2015 bekannt gaben, in der Saison 2015/16 wieder in der ProA anzutreten. Nach lediglich zwei Siegen und 16 Niederlagen trat im Januar 2016 Trainer Boris Kaminski von seinen Aufgaben zurück. Nachfolger wurde sein bisheriger Co-Trainer Christian Mehrens. Doch auch unter Mehrens gelang der sportliche Umschwung nicht mehr und die Mannschaft stieg als Tabellenletzter wieder in die ProB ab. Kurz nach Saisonende gaben die Dragons die Trennung von Trainer Mehrens bekannt, der keinen neuen Vertrag erhielt. Sein Vorgänger Boris Kaminski kehrte als Geschäftsführer zu den Dragons Rhöndorf zurück.
Neuer Cheftrainer zur Saison 2016/17 wurde Matthias Sonnenschein, der zuvor als Co-Trainer in Rhöndorf tätig gewesen war und hauptverantwortlich die JBBL-Mannschaft der SG Bonn/Rhöndorf betreute. Die Spielzeit wurde zu einer wahren Achterbahnfahrt und gipfelte am letzten Spieltag der Hauptrunde in einem engen Finale um die letzten Playoff-Plätze. Letztlich rutschten die Dragons aufgrund der eigenen Niederlage gegen die Weißenhorn Youngstars und der parallelen Siege der Licher BasketBären, der TG s.Oliver Würzburg und der Skyliners Frankfurt II noch vom siebten auf den zehnten Rang und mussten erstmals in der Vereinsgeschichte in die ProB-Abstiegsrunde. Mit dem US-Amerikaner Aaron Nelson verließ der statistisch gesehen beste Spieler die Mannschaft vor dem Beginn der Abstiegsrunde, Ende März nahm die Mannschaftsleitung einen Trainerwechsel vor, um im Kampf um den Klassenerhalt einen weiteren Reiz zu setzen: Der Niederländer Thomas Roijakkers, der einen Monat zuvor beim ebenfalls abstiegsbedrohten RSV Eintracht (ProB-Nordstaffel) entlassen worden war, ersetzte Sonnenschein als Cheftrainer. Letztlich schafften die Rhöndorfer unter Roijakkers Leitung den Klassenerhalt dank eines 59:84-Auswärtssieges am letzten Spieltag der Playdowns bei den Licher BasketBären und lagen in der Abschlusstabelle der Abstiegsrunde zwei Punkte vor den Uni-Riesen Leipzig, die aufgrund eines Verstoßes gegen die Ligastatuten während der Playdowns einen Abzug von zwei Zählern hatten hinnehmen müssen.

### Kooperation mit den Telekom Baskets Bonn und Abstieg aus dem Profi-Basketball (2017–2020)

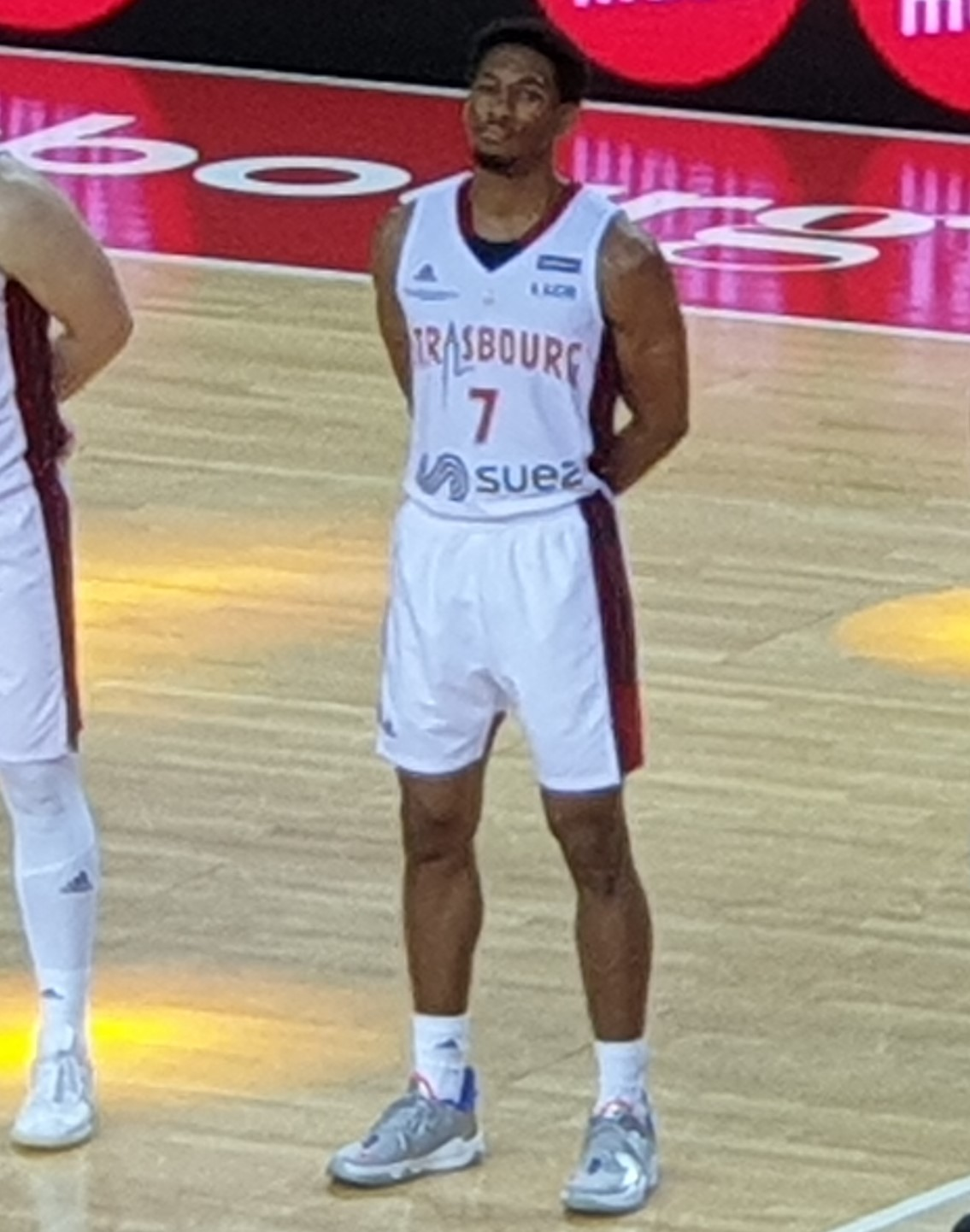
Kameron Taylor war 2017/18 die prägende Figur im Rhöndorfer Spiel und spielte im Anschluss unter anderem für Maccabi Tel Aviv und Unicaja Malaga

Im Laufe des Sommers 2017 verkündete Geschäftsführer Boris Kaminski seinen Abschied von den Dragons Rhöndorf und wechselte nach insgesamt fünf Jahren in verschiedenen Ämter innerhalb des Clubs in die freie Wirtschaft. Sein Nachfolger wurde Alexander Dohms, der bereits zwischen 2011 und 2012 als Geschäftsführer des Gesamtvereins bei den Dragons tätig war. Zeitgleich mit Dohms wurde Thomas Adelt als neuer Rhöndorfer Trainer vorgestellt. Adelt war zuvor Trainer der Zweitvertretung der Telekom Baskets Bonn in der 1. Regionalliga West.
Im Zuge der Vorstellung des neuen Personals wurde verkündet, dass die Kooperation zwischen den Telekom Baskets Bonn und den Dragons Rhöndorf weiter intensiviert werden sollte, und die Bonner zukünftig für die sportlichen Belange der Dragons Rhöndorf verantwortlich zeichnen würden. Damit sollte zugleich eine einheitliche konzeptionelle Planung einhergehen, die auch die in den Jugendleistungsspielklassen JBBL und NBBL antretenden Mannschaften des Team Bonn/Rhöndorf einschloss.
In der Saison 2017/18 erreichten die Rhöndorfer, die angeführt von US-Guard Kameron Taylor 15 Siege bei sieben Niederlagen einfuhren, in der Hauptrunde den dritten Tabellenplatz, schieden aber im Achtelfinale gegen die Herzöge Wolfenbüttel aus.
In der Folge verließ über den Sommer ein Großteil der Leistungsträger den Verein und schloss sich anderen Mannschaften aus der ProB an. Vor allem aufgrund der Schwäche auf den deutschen Positionen im Kader gerieten die Dragons Rhöndorf in der Saison 2018/19 bereits frühzeitig in den Abstiegskampf und mussten als Vorletzter der Tabelle in die Abstiegsrunde der Liga gehen. Dort gelang es nicht mehr, den Klassenerhalt sicherzustellen, und bereits zwei Spieltage vor dem Saisonende stand der sportliche Abstieg nach einer Niederlage gegen den BBC Coburg fest. Damit endete eine Ära von 25 Jahren Profibasketball in Bad Honnef.
Mitte Mai 2019 gaben die Rhöndorfer die Verpflichtung von Yassin Idbihi als neuem Geschäftsführer für den sportlichen Bereich bekannt. Idbihi, der zuvor bei Brose Bamberg als Jugendkoordinator tätig gewesen war, sollte gemeinsam mit dem bisherigen Geschäftsführer Alexander Dohms die Leitung des Vereins übernehmen. Auch das Traineramt wurde neu besetzt. Markus Röwenstrunk wurde für dieses Amt unter Vertrag genommen.
In der Regionalliga-Saison 2019/20 wurde Trainer Röwenstrunk bereits im Oktober 2019 nach lediglich drei Siegen aus den ersten sechs Partien von seinen Aufgaben entbunden. Als Interimstrainer übernahm Yassin Idbihi neben seinen Aufgaben als Geschäftsführer Sport die sportliche Leitung der 1. Mannschaft. Im Zuge der COVID-19-Pandemie beschloss der Westdeutsche Basketball-Verband die Playoffs der 1.Regionalliga-West nicht durchzuführen, und so endete die Spielzeit mit der Tabelle des 25. Spieltags. Damit beendeten die Dragons Rhöndorf die Saison auf dem dritten Tabellenplatz und verpassten somit die Rückkehr in die ProB.

### Rückkehr in den Profi-Basketball und zweite ProB-Meisterschaft 2024 (2020 bis 2025)

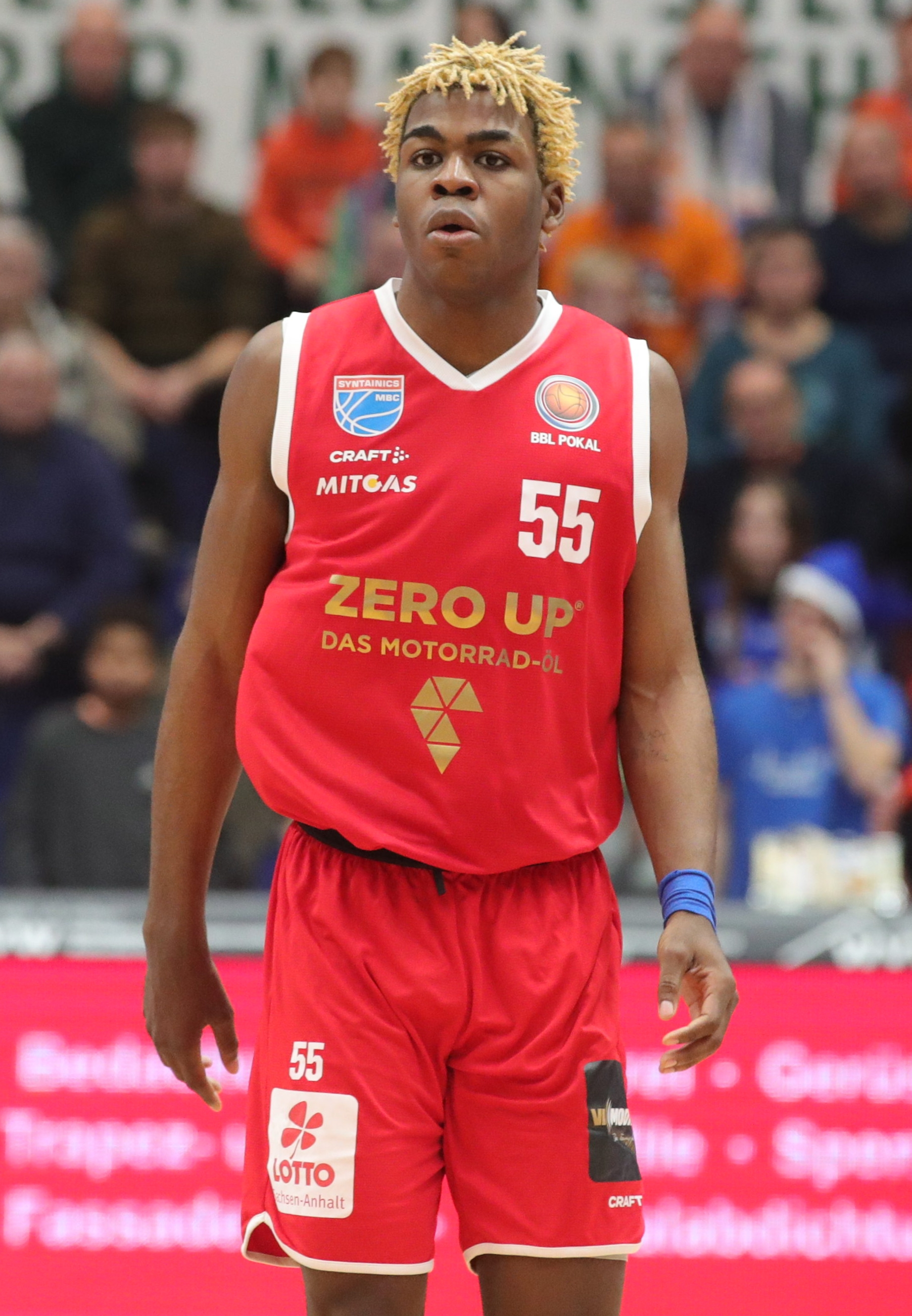
Ralph Hounnou spielte 2021/22 als Doppellizenzspieler in Rhöndorf

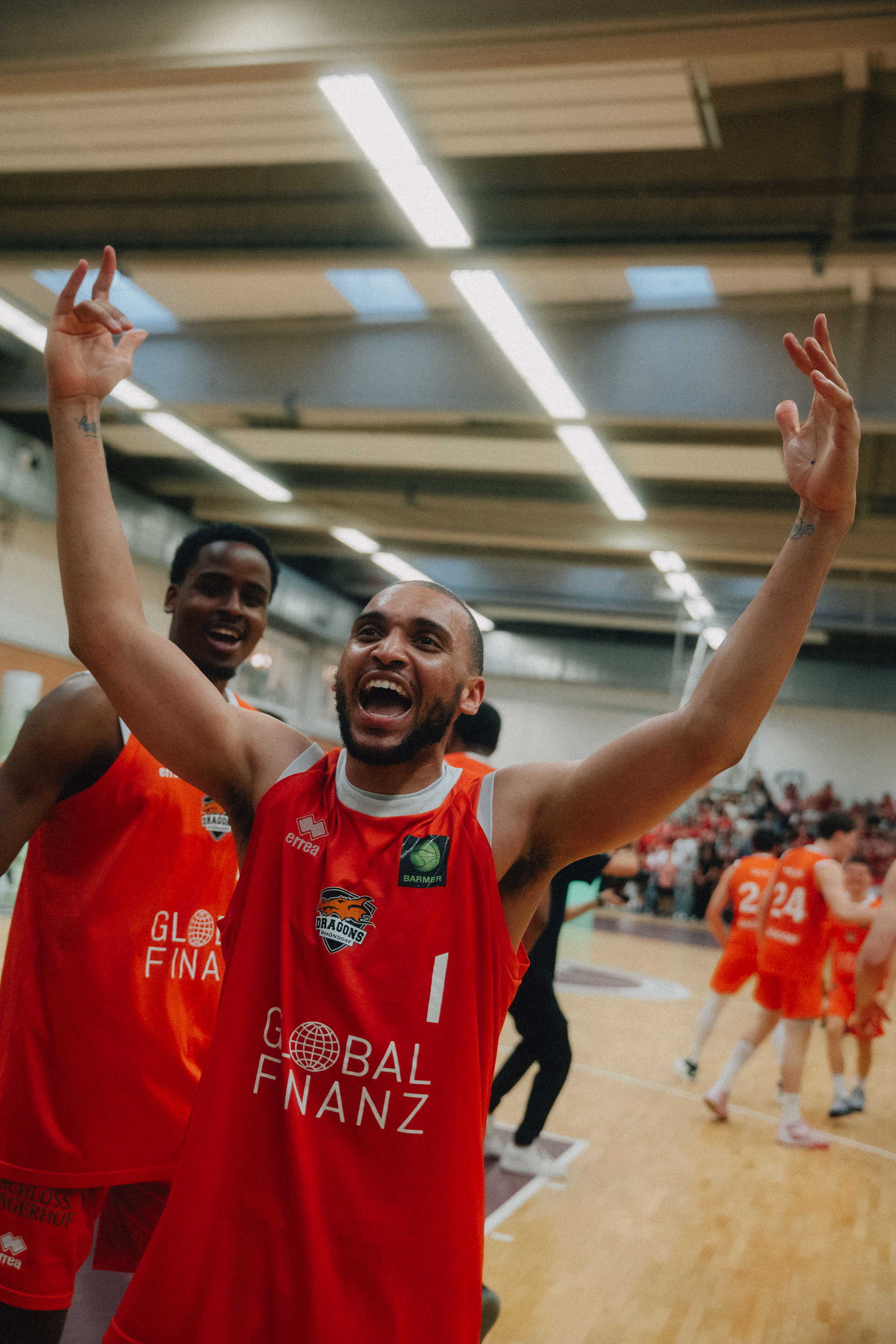
Kelvin Omojola war Kapitän der Meistermannschaft 2024

Nach einem Abbruch der Regionalliga-Spielzeit 2020/21 aufgrund der Pandemie wurden die Dragons Rhöndorf durch den Westdeutschen Basketball-Verband als Aufsteiger in die ProB benannt und kehrten nach zwei Jahren Abstinenz in den Profi-Basketball zurück.
Die Hauptrunde der ProB-Saison 2021/22 beendeten die Rhöndorfer auf dem zehnten Tabellenplatz, wodurch sie in die Abstiegsrunde mussten, wo der Klassenerhalt gesichert wurde.
Nach einem vierten Platz in der Hauptrunde der ProB-Saison 2022/23 schied die Mannschaft im Achtelfinale aus. Im Anschluss gab Trainer Julius Thomas seinen Abschied aus Rhöndorf bekannt und wurde Assistenztrainer bei Paris Basketball. Beim französischen Erstligisten hatte der vormalige Bonner Tuomas Iisalo das Traineramt angetreten.
Im Sommer 2023 kam Stephan Blode (später Stephan Dohrn) als neuer Trainer nach Rhöndorf. In der Saison 2023/24 belegte die Mannschaft unter seiner Leitung in der Hauptrunde der Südstaffel den ersten Platz und wurden im Finale der Play-offs nach einem 97:95-Sieg im Hinspiel und einem 83:68-Sieg im Rückspiel gegen die RheinStars Köln Meister der ProB. Damit errang man das Aufstiegsrecht in die 2. Bundesliga ProA. Während die Liga im Juni 2024 vermeldete, der Verein habe keine Lizenz für die zweithöchste deutsche Spielklasse beantragt, gaben die Rhöndorfer bekannt, den Antrag fristgerecht gestellt, diesen aufgrund der seitens der Liga gesetzten Fristen jedoch zurückgezogen zu haben. Im Anschluss gab Geschäftsführer Yannick Arenz seinen Abschied vom Verein bekannt und wechselte in die Wirtschaft.
Ende Januar 2025 wurde ein Trainerwechsel vorgenommen: Marko Zarković ersetzte Dohrn, unter dessen Leitung die Mannschaft im vorherigen Verlauf der Saison 2024/25 acht Siege und acht Niederlagen verbucht hatte. Der sportlichen Führung zufolge erreichte die Mannschaft in den vorangegangenen Wochen nicht ihr Potenzial. Auch unter Zarkovic blieben die Ergebnisse jedoch wechselhaft und die Dragons schieden bereits in der ersten Runde der Playoffs gegen den späteren Meister Bayer Giants Leverkusen mit 0:2 aus. Im Anschluss an die Saison gaben die Verantwortlichen bekannt, dass Marko Zarkovic nicht weiter als Headcoach der Dragons fungieren wird.

### Enge Verzahnung zwischen Bonn und Rhöndorf (Seit 2025)
Im Sommer 2025 gaben die Dragons Rhöndorf und Telekom Baskets Bonn eine noch engere Verzahnung beider Standorte bekannt. Die sportliche Verantwortung und Steuerung wechselte komplett zu den Telekom Baskets Bonn und mit Max Becker wurde ein junger Trainer installiert, der parallel auch als Co-Trainer der Bonner Bundesliga-Mannschaft fungieren wird. Für die Ausrichtung und Durchführung der Heimspiele bleiben die Dragons verantwortlich. Am 2. Juli 2025 erschien ein Artikel im General-Anzeiger, der deutlich machte, dass es ohne die engere Kooperation keinen Profibasketball mehr in Rhöndorf geben würde, und die Dragons Rhöndorf in die Oberliga abgestiegen wären.

## Erfolge

### Meisterschaften
- Meister der 2. Basketball-Bundesliga: 1995, 2001
- Meister der ProB: 2010, 2024

### Pokalwettbewerbe
- DBB-Vizepokalsieger: 1998
- DBB-Pokal-Halbfinalist: 2000
- FIBA EuroCup: Achtelfinalist 1998

### Basketball-Bundesliga (BBL)
- Play-off-Halbfinalist: 1999
- Play-off-Viertelfinalist: 1997, 1998

### Saisonleistungen
| Saison  | Liga               | Hauptrunde  | Play-off        | Pokal        | Europa-Wettbewerbe          |
| ------- | ------------------ | ----------- | --------------- | ------------ | --------------------------- |
| 1990/91 | Oberliga           | Vizemeister | –               | –            | –                           |
| 1991/92 | 2. Regionalliga    |             | –               | –            | –                           |
| 1992/93 | 1. Regionalliga    | Vizemeister | –               | –            | –                           |
| 1993/94 | 2. Bundesliga      | 3.          | Vizemeister     | –            | –                           |
| 1994/95 | 2. Bundesliga      | 1.          | Meister         | –            | –                           |
| 1995/96 | Bundesliga         | 11.         | –               | –            | –                           |
| 1996/97 | Bundesliga         | 2.          | Viertelfinalist | –            | –                           |
| 1997/98 | Bundesliga         | 5.          | Viertelfinalist | Finalist     | FIBA EuroCup-Achtelfinalist |
| 1998/99 | Bundesliga         | 3.          | Halbfinalist    | –            | –                           |
| 1999/00 | 2. Bundesliga      | 2.          | –               | Halbfinalist |                             |
| 2000/01 | 2. Bundesliga      | Meister     | –               | –            | –                           |
| 2001/02 | 2. Bundesliga      | 5.          | –               | –            | –                           |
| 2002/03 | 2. Bundesliga      | 9.          | –               | –            | –                           |
| 2003/04 | 2. Bundesliga      | 4.          | –               | –            | –                           |
| 2004/05 | 2. Bundesliga      | 3.          | –               | –            | –                           |
| 2005/06 | 2. Bundesliga      | 6.          | –               | –            | –                           |
| 2006/07 | 2. Bundesliga      | 4.          | –               | –            | –                           |
| 2007/08 | 2. Bundesliga ProA | 4.          | –               | –            | –                           |
| 2008/09 | ProB               | 4.          | –               | –            | –                           |
| 2009/10 | ProB               | Meister     | –               | –            | –                           |
| 2010/11 | 2. Bundesliga ProA | 14.         | –               | –            | –                           |
| 2011/12 | ProB               | 5.          | Achtelfinalist  | –            | –                           |
| 2012/13 | ProB               | 1.          | Achtelfinalist  | –            | –                           |
| 2013/14 | ProB               | 6.          | Achtelfinalist  | –            | –                           |
| 2014/15 | ProB               | 3.          | Achtelfinalist  | –            | –                           |
| 2015/16 | 2. Bundesliga ProA | 16.         | –               | –            | –                           |
| 2016/17 | ProB               | 10.         | –               | –            | –                           |
| 2017/18 | ProB               | 3.          | Achtelfinalist  | –            | –                           |
| 2018/19 | ProB               | 11.         | –               | –            | –                           |
| 2019/20 | 1. Regionalliga    | 3.          | –               | –            | –                           |
| 2020/21 | 1. Regionalliga    |             | –               | –            | –                           |
| 2021/22 | ProB               | 10.         | –               | –            | –                           |
| 2022/23 | ProB               | 4.          | Achtelfinalist  | –            | –                           |
| 2023/24 | ProB               | 1.          | Meister         | –            | –                           |
| 2024/25 | ProB               | 8.          | Achtelfinalist  | –            | –                           |

## Mannschaften

### Herren/Junioren
| Mannschaft    | Liga                                   | Anmerkung                                                                                       |
| ------------- | -------------------------------------- | ----------------------------------------------------------------------------------------------- |
| 1. Mannschaft | ProB                                   |                                                                                                 |
| 2. Mannschaft | Oberliga 1 (OL1H)                      |                                                                                                 |
| 3. Mannschaft | Bezirksliga (BeL04H)                   |                                                                                                 |
| U19           | Nachwuchs-Basketball-Bundesliga (NBBL) | als „Team BonnRhöndorf“ (Kooperation mit Telekom Baskets Bonn + Basketballgemeinschaft Bonn 92) |
| U18           | Regionalliga U18 (JRLU18M)             |                                                                                                 |
| U16           | Jugend-Basketball-Bundesliga (JBBL)    | als „Team BonnRhöndorf“ (Kooperation mit Telekom Baskets Bonn + Basketballgemeinschaft Bonn 92) |
| U16           | Regionalliga U16 (JRLU16M)             |                                                                                                 |
| U14           | Jugendoberliga 1 U14 (JOL1U14O)        |                                                                                                 |
| U12           | Regionalliga 1 U12 (JRL1U12O)          |                                                                                                 |

### Damen/Juniorinnen
| Mannschaft    | Liga                                             | Anmerkung                                                                   |
| ------------- | ------------------------------------------------ | --------------------------------------------------------------------------- |
| 1. Mannschaft | 2. Damen-Basketball-Bundesliga (2. DBBL)         | als „Talents BonnRhöndorf“ (Kooperation mit Basketballgemeinschaft Bonn 92) |
| 2. Mannschaft | Regionalliga Damen (RLD)                         | als „Talents BonnRhöndorf“ (Kooperation mit Basketballgemeinschaft Bonn 92) |
| 3. Mannschaft | Oberliga 1 Damen (OL1D)                          | als „Talents BonnRhöndorf“ (Kooperation mit Basketballgemeinschaft Bonn 92) |
| U18           | Weibliche Nachwuchs-Basketball-Bundesliga (WNBL) | als „Talents BonnRhöndorf“ (Kooperation mit Basketballgemeinschaft Bonn 92) |

### Talentförderung
Um den Talenten eine Vernetzung von Sport und Ausbildung zu ermöglichen, arbeiten die Dragons Rhöndorf seit vielen Jahren mit dem Gymnasium Schloss Hagerhof zusammen. Viele talentierte Spieler haben bislang im dortigen Internat gelebt und am Gymnasium ihren Schulabschluss gemacht. Ebenso bietet das Gymnasium und Internat Schloss Hagerhof mit seinem Sportschwerpunkt vielen Talenten die Möglichkeit, sich auch abseits des Vereinstrainings zu entwickeln und individuell zu trainieren.

## ProB-Mannschaft

### Kader 2025/2026
| Spieler | Spieler            | Spieler              | Spieler | Spieler | Spieler | Spieler                     |
| Nr.     | Nat.               | Name                 | Geburt  | Größe   | Info    | Letzter Verein              |
| ------- | ------------------ | -------------------- | ------- | ------- | ------- | --------------------------- |
|         |                    | Guards (PG, SG)      |         |         |         |                             |
|         | Spanien            | Jorge Mejias         | 2001    | 1,90 m  | DL      | Iserlohn Kangaroos          |
|         | Deutschland        | Dusan Ilic           | 2008    | 1,88 m  | NBBL    | BBA Hagen                   |
| 8       | Deutschland        | Kenan Reinhart       | 2007    | 1,94 m  | DL      | RheinStars Köln             |
| 3       | Deutschland        | Aurel Bucur          | 2006    | 1,85 m  | NBBL    | eigene Jugend               |
| 77      | Montenegro         | Vuk Scepanovic       | 2007    | 1,95 m  | NBBL    | Stella Azzura               |
| 20      | Deutschland        | Dyami Janeck         | 2004    | 1,90 m  |         | eigene Jugend               |
|         |                    | Forwards (SF, PF)    |         |         |         |                             |
|         | Vereinigte Staaten | Juhwan Harris-Dyson  | 1999    | 1,98 m  | DL      | SV Haspe 70                 |
|         | Deutschland        | Duje Dujmovic        | 2002    | 2,03 m  | DL      | TSV Neustadt temps Shooters |
| 11      | Deutschland        | Mamadou Lagui Diallo | 2001    | 1,92 m  |         | OrangeAcademy               |
|         |                    | Center (C)           |         |         |         |                             |
|         | Deutschland        | Daniel Mayr          | 1995    | 2,18 m  |         | SV Fellbach                 |
|         | Deutschland        | Benjamin Sadikovic   | 2005    | 2,08 m  | DL      | TSV Oberhaching-Deisenhofen |

| Trainer     | Trainer      | Trainer         |
| Nat.        | Name         | Position        |
| ----------- | ------------ | --------------- |
| Deutschland | Max Becker   | Headcoach       |
| Deutschland | Marcel Schuh | Assistant Coach |

| Legende      | Legende                        |
| Abk.         | Bedeutung                      |
| ------------ | ------------------------------ |
| DL           | Doppellizenz mit Bonn          |
| NBBL         | Auch in NBBL-Mannschaft        |
| K            | Kapitän                        |
| II           | Doppellizenz für 2. Mannschaft |
| NT           | Nationalmannschaft             |
| Quellen      |                                |
| Teamhomepage |                                |
| Stand: 2025  |                                |

| Legende      | Legende                        |
| Abk.         | Bedeutung                      |
| ------------ | ------------------------------ |
| DL           | Doppellizenz mit Bonn          |
| NBBL         | Auch in NBBL-Mannschaft        |
| K            | Kapitän                        |
| II           | Doppellizenz für 2. Mannschaft |
| NT           | Nationalmannschaft             |
| Quellen      |                                |
| Teamhomepage |                                |
| Stand: 2025  |                                |

### Wechsel zur Saison 2025/2026
Zugänge: Max Becker (Headcoach/Telekom Baskets Bonn), Daniel Mayr (SV Fellbach), Jorge Mejias (Iserlohn Kangaroos), Benjamin Sadikovic (TSV Oberhaching-Deisenhofen), Dusan Ilic (BBA Hagen), Duje Dujmovic (TSV Neustadt temp Shooters), Juhwan Harris-Dyson (SV Haspe 70), Marcel Schuh (Assistant Coach/Telekom Baskets Bonn)
Abgänge: K. J. Sherrill (Co-Trainer/SG Lützel-Post Koblenz), Kelvin Omojola (Karriereende), Kai Schallenberg (Co-Trainer/SG Lützel-Post Koblenz), Marko Zarkovic (Headcoach/Ziel unbekannt), Timothy Smith jr. (SG Lützel-Post Koblenz), Antonio Pilipovic (Karriereende), Janne Müller (Hamburg Towers), Marko Rosic (Ziel unbekannt), Marco Rahn (SSV Lokomotive Bernau), Josh Luis Behrendt (MHP Riesen Ludwigsburg), Alexander Lagerman (Ziel unbekannt), Danas Kazakevicius (Ziel unbekannt)

## Spielstätten
Die Heimspielhalle der Dragons ist der „Dragon Dome Bad Honnef“ (Sporthalle Menzenberg) im Bad Honnefer Stadtteil Selhof. Die Halle hat bei Heimspielen ein Fassungsvermögen von 1500 Plätzen. Im Laufe der Sommerpause 2015 wurde die Sporthalle Menzenberg saniert und neue Anzeigetafeln sowie eine LED-Videowand angebracht und ein neuer Parkettboden verlegt.
Zum Heimspiel gegen den FC Bayern München im Oktober 2010 zogen die Dragons in eine andere Halle um. Das Spiel fand aufgrund der großen Nachfrage im Bonner Telekom Dome vor 3300 Zuschauern statt.
Weitere Spielorte der weiteren Mannschaften der Dragons sind:
- Neue Sporthalle des Siebengebirgsgymnasium
- Neue Sporthalle des Schloss Hagerhof
- Alte Sporthalle des Schloss Hagerhof
- Sporthalle Mühlenweg in Rhöndorf

### Zuschauer
| Saison  | Liga                          | Gesamt (Heimspiele) | Schnitt | Kapazität | Auslastung |
| ------- | ----------------------------- | ------------------- | ------- | --------- | ---------- |
| 2006/07 | 2. Basketball-Bundesliga      |                     | 873     | 1.500     |            |
| 2007/08 | 2. Basketball-Bundesliga ProA |                     | 803     | 1.500     |            |
| 2008/09 | ProB                          |                     | 717     | 1.500     |            |
| 2009/10 | ProB                          |                     | 797     | 1.500     |            |
| 2010/11 | 2. Basketball-Bundesliga ProA |                     | 1.070   | 1.500     | 71 %       |
| 2011/12 | ProB                          |                     | 786     | 1.500     | 83 %       |
| 2012/13 | ProB                          |                     | 1.041   | 1.500     |            |
| 2013/14 | ProB                          |                     | 1.043   | 1.500     |            |
| 2014/15 | ProB                          | 11.525              | 1.048   | 1.500     | 70 %       |
| 2015/16 | 2. Basketball-Bundesliga ProA | 11.325              | 755     | 1.500     | 50 %       |
| 2016/17 | ProB                          | 10.670              | 970     | 1.500     | 65 %       |
| 2017/18 | ProB                          | 11.673              | 1.061   | 1.500     | 71 %       |
| 2018/19 | ProB                          | 7.437               | 676     | 1.500     | 45 %       |
| 2019/20 | 1. Regionalliga               |                     |         | 1.500     |            |
| 2020/21 | 1. Regionalliga               |                     |         | 1.500     |            |
| 2021/22 | ProB                          | 3.522               | 320     | 1.500     | 21 %       |
| 2022/23 | ProB                          | 6.250               | 481     | 1.500     | 32 %       |
| 2023/24 | ProB                          | 10.519              | 809     | 1.500     | 54 %       |
| 2024/25 | ProB                          | 11.105              | 854     | 1.500     | 57 %       |

## Klubkultur
Fanclub
Die Dragons hatten einen Fanclub, den Basketball Fanclub Dragons Rhöndorf. Dieser wurde 1996 gegründet und nach der Saison 2024/25 am 30. Juni 2025 aufgelöst, wie es auf der Fanclubseite auf Facebook bekanntgegeben wurde.
Tanzformation
Die Heimspiele der Dragons werden von Cheerleadern des Dragons Danceteam begleitet.
Maskottchen
Der Drache „Dunking Jack“ unterstützt die Dragons Rhöndorf als Maskottchen.

## Trainerchronik

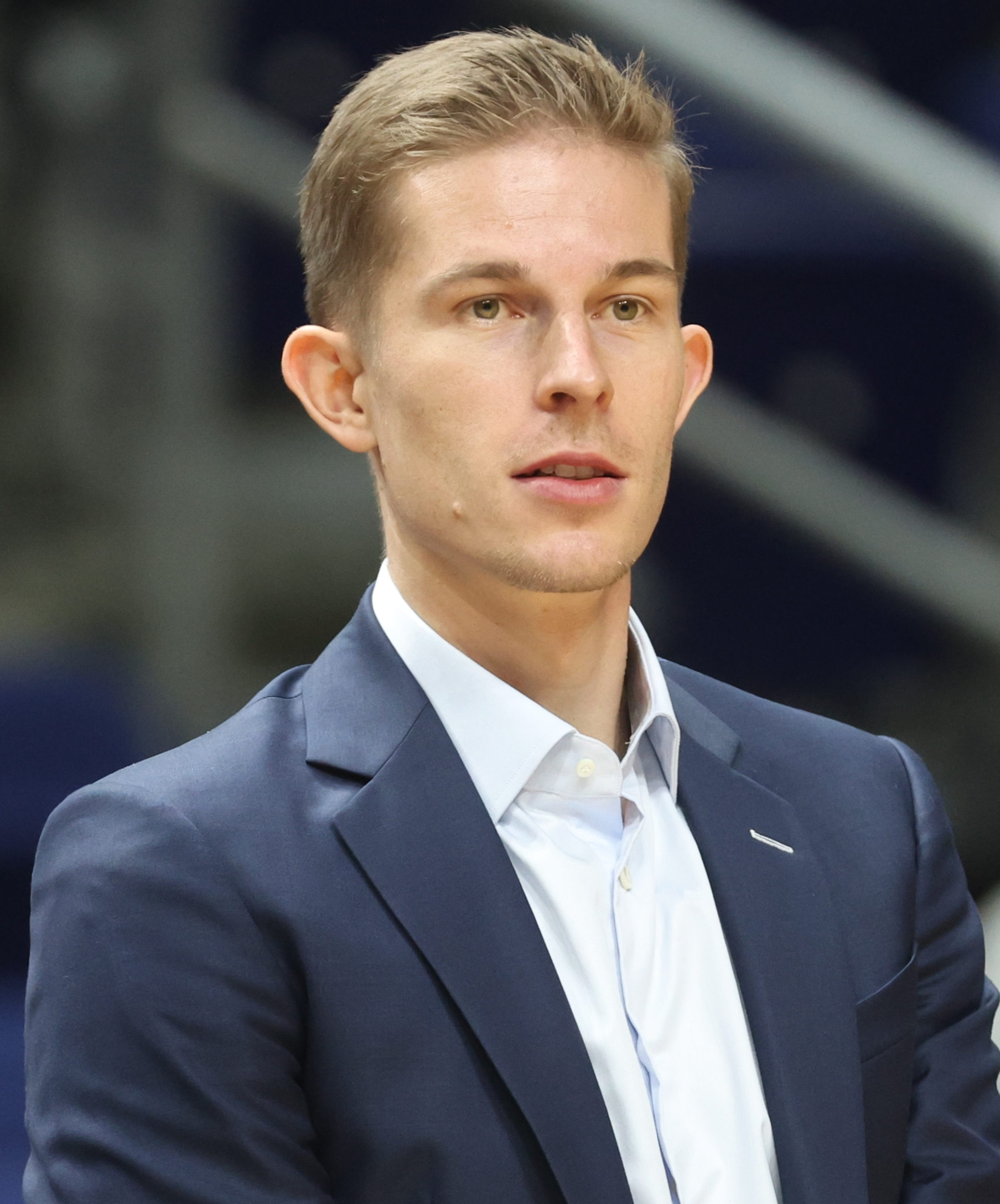
Julius Thomas war von 2020 bis 2023 Headcoach der Dragons Rhöndorf

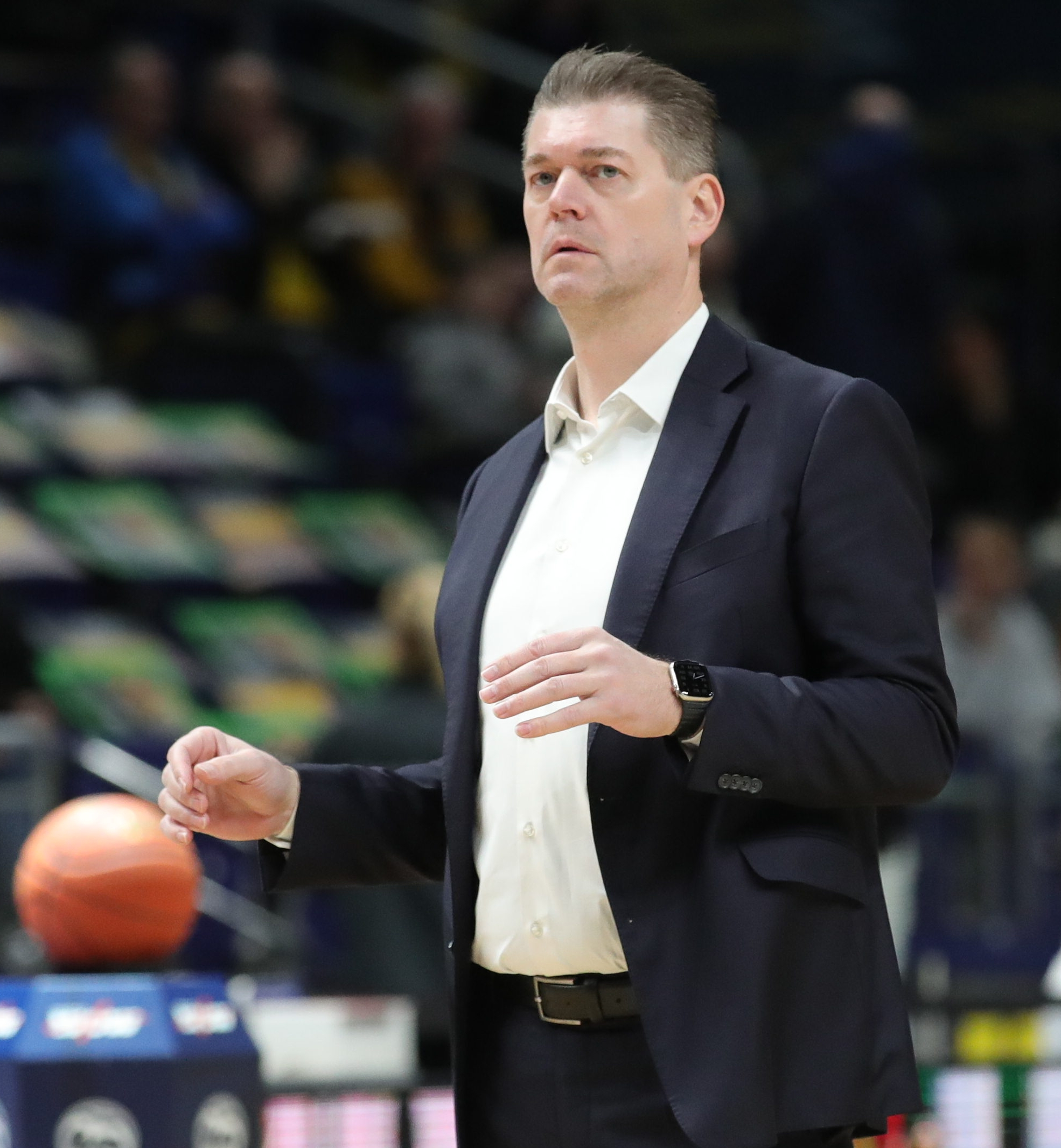
Klaus Perwas war als Co-Trainer und Headcoach bei den Dragons Rhöndorf aktiv

| Amtszeit        | Name                  |
| --------------- | --------------------- |
| 1993–1995       | Michael Laufer        |
| 1995            | Rob Friedrich         |
| 1996            | Michael Laufer        |
| 1996–1998       | Tom Schneeman         |
| 1998–1999       | Joe Whelton           |
| 1999–2005       | Berthold Bisselik     |
| 2005–2006       | Klaus Perwas          |
| 2006–2007       | Berthold Bisselik     |
| 2007–2009       | Olaf Stolz            |
| 2009–2012       | Eric Detlev           |
| 2012–2016       | Boris Kaminski        |
| 2016            | Christian Mehrens     |
| 2016–2017       | Matthias Sonnenschein |
| 2017            | Thomas Roijakkers     |
| 2017–2019       | Thomas Adelt          |
| 2019            | Markus Röwenstrunk    |
| 2019–2020       | Yassin Idbihi         |
| 2020–2023       | Julius Thomas         |
| 2023–01/2025    | Stephan Dohrn         |
| 01/2025–05/2025 | Marko Zarković        |
| 06/2025–        | Max Becker            |

## Bekannte ehemalige Spieler

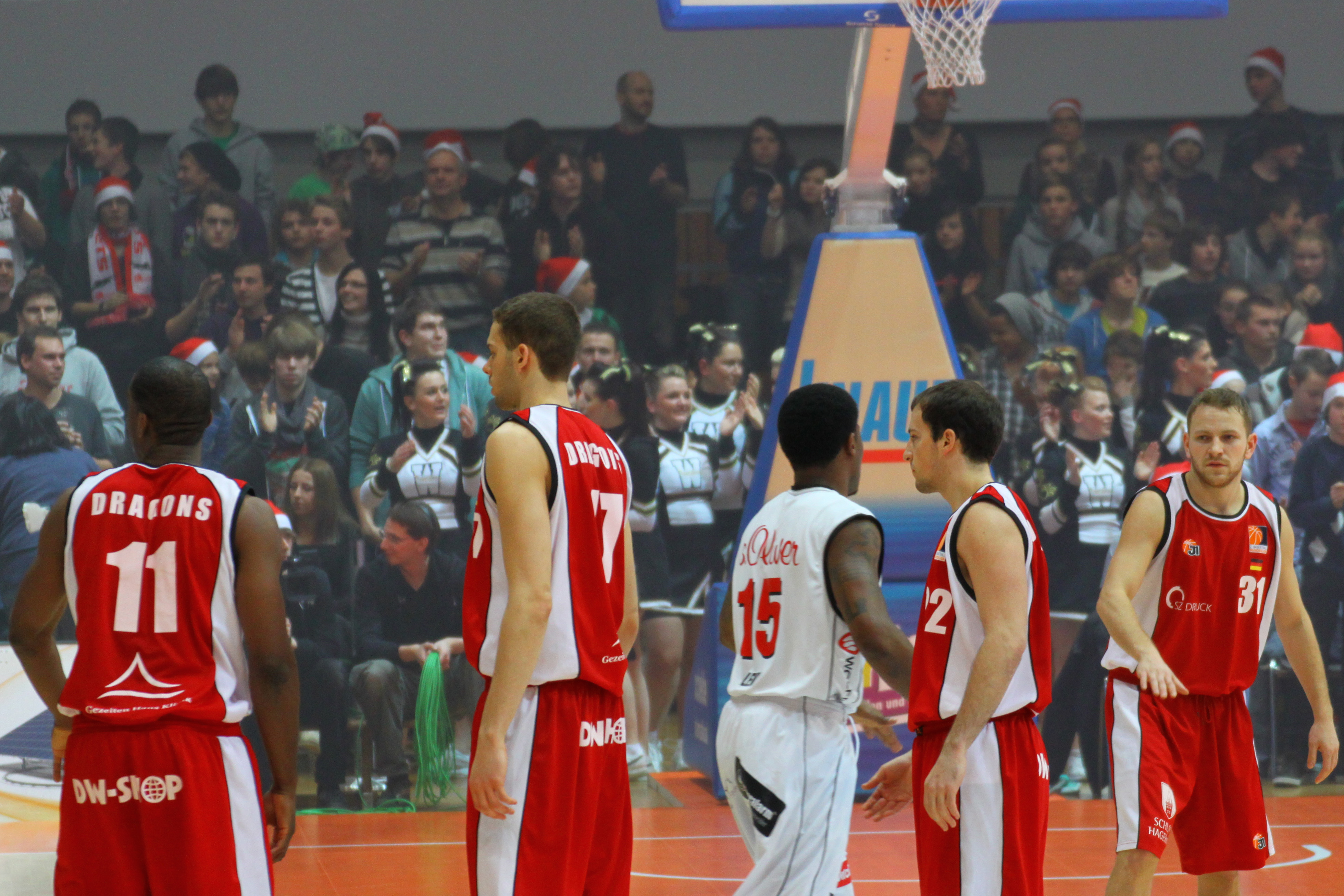
Spieler der Dragons Rhöndorf bei einem Auswärtsspiel gegen die s.Oliver Baskets aus Würzburg

Folgende Spieler waren vor, während oder nach ihrer Spielzeit bei den Dragons Nationalspieler:
- Rolf Mayr (1993–95)
- Moritz Kleine-Brockhoff (1994–97)
- Thomas Deuster (1994–97)
- Detlef Musch (1995–99)
- Johannes Strasser (1999–2001)
- Yassin Idbihi (2001–03)
- Michael Koch 2003/04
- Jürgen Malbeck (2003–10)
- Dominik Bahiense de Mello (2004/05)
- Jonas Wohlfarth-Bottermann (2009–11)

Weitere bekannte ehemalige Spieler sind:
- Christian Mehrens (1995–1999)
- Steven Key (1996–99)
- Christopher Rojik (1998–2000/2003–10) – Spieler des Jahres (MVP) der ProB 2009
- Artur Kolodziejski (1999–2001)
- Rodney Scruggs (2002–2003/2005–2006)
- Johannes Lange (2002–10)
- Alexander Seggelke (2002–2003)
- Goran Kovacev (2004–09)
- David Watson (2009–11)
- DeUndrae Spraggins (2009–11)
- Fabian Thülig (2009–11/2013–15)
- Sanijay Watts (2010–11)
- Florian Koch (2011–13)
- Viktor Frankl-Maus (2012–18/2021–22)
- Kameron Taylor (2017–18) – Spieler des Jahres (MVP) der ProB 2018
- Anish Sharda (2018–20)

## Bestmarken vergangener Spielzeiten (ab 1996)
| Saison    | Punkte                                  | Rebounds                     | Assists                      | Steals                      | Blocks                              |
| --------- | --------------------------------------- | ---------------------------- | ---------------------------- | --------------------------- | ----------------------------------- |
| 1996/1997 | Richard Morton 561 (23,4 pro Spiel)     | Christian Mehrens 152 (6,3)  | Steven Key 167 (6,9)         | Richard Morton 52 (2,2)     | Christian Mehrens 40 (1,7)          |
| 1997/1998 | Richard Morton 512 (19,7 pro Spiel)     | Stephan Johnson 177 (7,4)    | Steven Key 106 (5,1)         | Steven Key 49 (2,3)         | Stephan Johnson 23 (0,9)            |
| 1998/1999 | Matthew Alosa 535 (16,4 pro Spiel)      | Detlef Musch 179 (5,8)       | Duane Washington 105 (5,3)   | Duane Washington 51 (2,6)   | Detlef Musch 21 (0,7)               |
| 1999/2000 | Duane Washington 578 (20,6 pro Spiel)   | Sascha Rudolphi 158 (5,5)    | Duane Washington 103 (3,7)   | Duane Washington 59 (2,1)   | Sascha Rudolphi 17 (0,6)            |
| 2000/2001 | Duane Washington 699 (25,0 pro Spiel)   | Jürgen Massmann 124 (4,7)    | Duane Washington 98 (5,5)    | Duane Washington 66 (2,4)   | Thomas Lieschke 15 (0,5)            |
| 2001/2002 | Duane Washington 609 (22,6 pro Spiel)   | Yassin Idbihi 139 (7,0)      | Duane Washington 113 (4,2)   | Duane Washington 62 (2,3)   | Yassin Idbihi 20 (1,0)              |
| 2002/2003 | Alexander Seggelke 618 (21,3 pro Spiel) | Michael Skender 159 (6,4)    | Rodney Scruggs 57 (2,1)      | Alexander Seggelke 38 (1,3) | Yassin Idbihi 21 (1,0)              |
| 2003/2004 | Christopher Rojik 650 (21,7 pro Spiel)  | Jürgen Malbeck 221 (7,6)     | Michael Koch 125 (4,5)       | Michael Koch 54 (1,9)       | Jürgen Malbeck 39 (1,3)             |
| 2004/2005 | Christopher Rojik 573 (19,1 pro Spiel)  | Christopher Rojik 227 (7,6)  | Gordon Scott 113 (4,3)       | Gordon Scott 69 (2,7)       | Jürgen Malbeck 30 (1,0)             |
| 2005/2006 | Christopher Rojik 516 (17,2 pro Spiel)  | Christopher Rojik 236 (7,9)  | Nicholas Moore 105 (3,9)     | Nicholas Moore 33 (1,2)     | Jürgen Malbeck 19 (0,7)             |
| 2006/2007 | William Hatcher 565 (18,5 pro Spiel)    | Jürgen Malbeck 198 (6,8)     | William Hatcher 149 (5,0)    | William Hatcher 45 (1,5)    | Jürgen Malbeck 28 (1,0)             |
| 2007/2008 | Christopher Rojik 463 (15,4 pro Spiel)  | Matt Dlouhy 207 (6,9)        | Kelvin Parker 123 (4,1)      | Kelvin Parker 79 (2,6)      | Jürgen Malbeck 18 (0,6)             |
| 2008/2009 | Christopher Rojik 497 (19,1 pro Spiel)  | Christopher Rojik 237 (9,1)  | Gabriel Moore 125 (4,3)      | Gabriel Moore 62 (2,1)      | Jürgen Malbeck 22 (0,8)             |
| 2009/2010 | DeUndrae Spraggins 599 (20,7 pro Spiel) | Christopher Rojik 196 (6,5)  | DeUndrae Spraggins 112 (3,9) | DeUndrae Spraggins 57 (2,0) | Jonas Wohlfarth-Bottermann 37 (1,4) |
| 2010/2011 | Sanijay Watts 532 (17,7 pro Spiel)      | Sanijay Watts 262 (8,7)      | Nick Larsen 119 (4,6)        | Nick Larsen 34 (1,3)        | Jonas Wohlfarth-Bottermann 61 (2,1) |
| 2011/2012 | Stuart Turnbull 410 (17,1 pro Spiel)    | Tim Kasper 159 (6,6)         | Nick Larsen 119 (5,0)        | Stuart Turnbull 55 (2,3)    | Tim Kasper 17 (0,7)                 |
| 2012/2013 | Geddes Robinson 389 (17,3 pro Spiel)    | Geddes Robinson 269 (11,7)   | Nick Larsen 127 (5,5)        | Nick Larsen 37 (1,6)        | Alejo Rodriguez 26 (1,4)            |
| 2013/2014 | Tim Schönborn 356 (14,6 pro Spiel)      | Cory Remekun 203 (8,1)       | Nick Larsen 118 (4,7)        | Fabian Thülig 40 (1,6)      | Cory Remekun 65 (2,6)               |
| 2014/2015 | Justin Smith 234 (21,3 pro Spiel)       | Theron Laudermill 168 (6,7)  | Viktor Frankl-Maus 73 (4,1)  | Fabian Thülig 45 (1,8)      | Theron Laudermill 39 (1,6)          |
| 2015/2016 | Stering Carter 389 (15,6 pro Spiel)     | Florian Wendeler 138 (4,9)   | Viktor Frankl-Maus 135 (5,0) | Viktor Frankl-Maus 48 (1,8) | Florian Wendeler 26 (0,9)           |
| 2016/2017 | Aaron Nelson 459 (23,0 pro Spiel)       | Aaron Nelson 250 (12,5)      | Viktor Frankl-Maus 176 (6,8) | Viktor Frankl-Maus 43 (1,7) | Aaron Nelson 26 (1,3)               |
| 2017/2018 | Kameron Taylor 562 (23,4 pro Spiel)     | Kameron Taylor 189 (7,9)     | Kameron Taylor 135 (5,6)     | Kameron Taylor 63 (2,6)     | Brandon Watkins 16 (1,6)            |
| 2018/2019 | Zygimantas Riauka 482 (17,2 pro Spiel)  | Zygimantas Riauka 365 (13,0) | Joachim Koschade 109 (3,9)   | Kwan Waller 70 (3,2)        | Zygimantas Riauka 41 (1,5)          |
| 2019/2020 | Curtis Hollis 433 (22,8 pro Spiel)      | Curtis Hollis 153 (8,1)      | Anish Sharda 101 (4,2)       | Curtis Hollis 58 (3,1)      | Gabriel de Oliveira 21 (1,2)        |
| 2021/2022 | Nicolas Buchholz 438 (17,5 pro Spiel)   | Paul Albrecht 177 (8,0)      | Oshane Drews 97 (4,0)        | Oshane Drews 38 (1,6)       | Ousmane N'Diaye 36 (1,6)            |
| 2022/2023 | Devon Goodman 452 (19,5 pro Spiel)      | Zaba Bangala 198 (8,3)       | Devon Goodman 204 (8,9)      | Devon Goodman 44 (1,9)      | Zaba Bangala 22 (0,9)               |
| 2023/2024 | Avery Sullivan 375 (15,0 pro Spiel)     | Avery Sullivan 229 (9,2)     | Kelvin Omojola 152 (5,8)     | Kelvin Omojola 38 (1,5)     | Avery Sullivan 17 (0,7)             |
| 2024/2025 | Timothy Smith 442 (17,7 pro Spiel)      | Danas Kazakevicius 211 (8,1) | Kelvin Omojola 86 (3,9)      | Antonio Pilipovic 31 (1,2)  | Timothy Smith 30 (1,2)              |